# Queso Tetilla

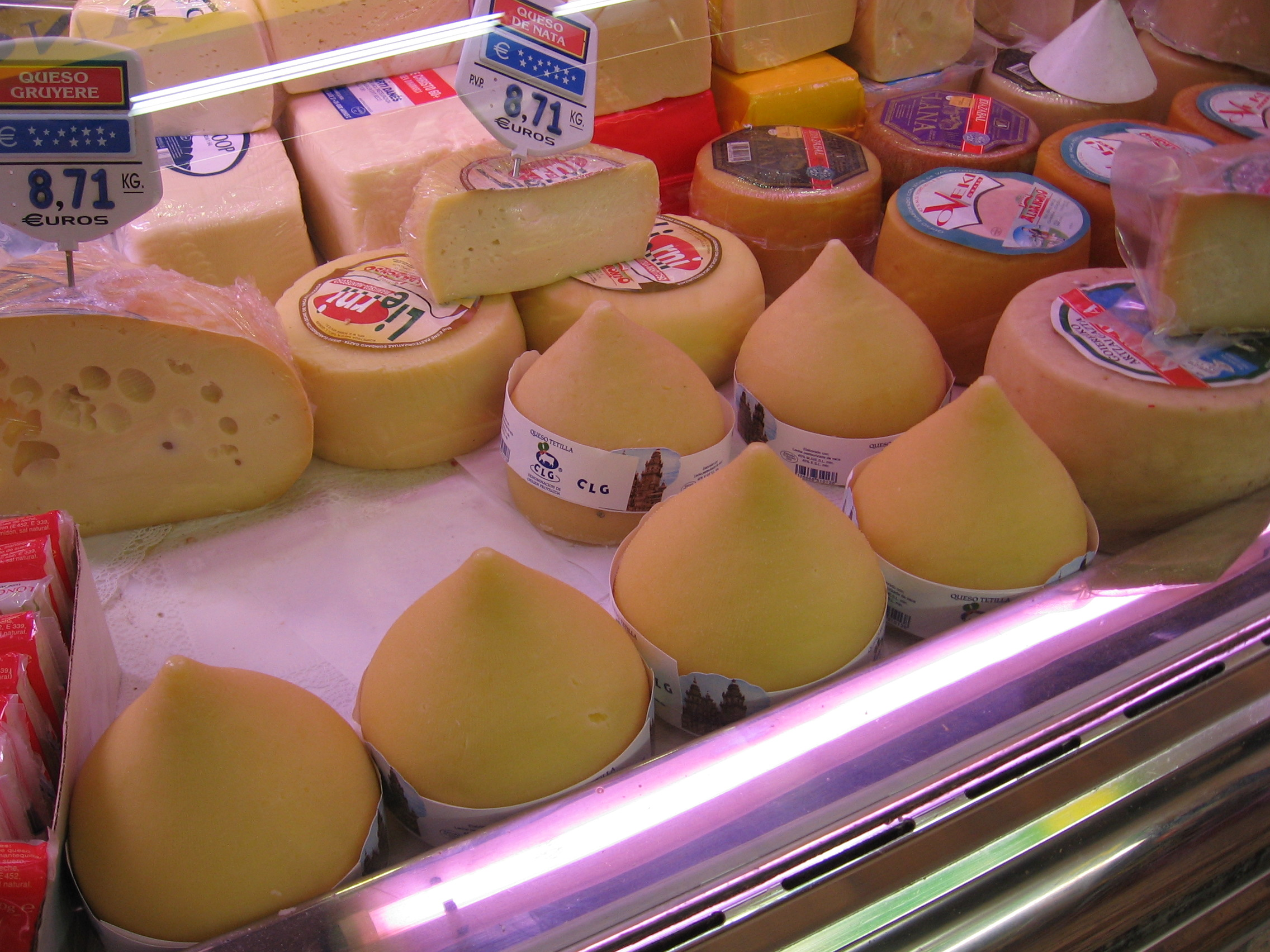
Tetilla-Käse in einer Käsetheke

Queso Tetilla (spanisch, ['keso te'tiʎa] oder galicisch Queixo Tetilla) ist ein traditioneller galicischer halbfester Kuhmilchkäse  mit geschützter Ursprungsbezeichnung („Denominación de Origen Protegida“, DOP).
Der Name bedeutet „kleine weibliche Brust“ und deutet auf sein birnenförmiges Aussehen hin, das er durch die Herstellung im Tropfverfahren erhält. Der Wortstamm ist germanisch und gleich dem der Worte „Titte“ und „Zitze“. In der deutschen Übersetzung wird der Käse gelegentlich auch „Busenkäse“ genannt.

## Herkunft
Ursprünglich wurde der Tetilla-Käse nur im Grenzgebiet zwischen A Coruña und Pontevedra hergestellt. Heute umfasst das Milchproduktions- und  Herstellungsgebiet die gesamte Autonome Gemeinschaft Galicien.

## Herstellung
Queso Tetilla wird aus Vollmilch von Kühen der Rassen Galicisches Blondvieh, Schwarzbunte oder Braunvieh, bzw. Kreuzungen derselben hergestellt. Zugegeben werden tierisches Lab oder sonstige für die Herstellung des Käses zugelassene Gerinnungsenzyme, die Milchfermente Lactococcus lactis subsp. lactis, Lactococcus lactis subsp. Cremoris oder andere Milchfermente, Salz und – optional – Calciumchlorid. Die Zugabe von Kolostralmilch oder Konservierungsmitteln ist nicht erlaubt.
Die Reifezeit beträgt 2 bis 3 Monate.

## Eigenschaften
Der sahnige Käse ist fahlgelb und hat einen milden Geschmack und enthält nur 25 % Fett in der Trockenmasse.  Die Konsistenz ist unter Fingerdruck nachgebend. Ein Käselaib hat ein Gewicht von 0,5 bis 1,5 kg bei einem Durchmesser von 90 bis 150 mm und einer Höhe von ebenfalls 90 bis 150 mm. Die Regel für die Maße des Tetilla sagt, dass die Höhe größer als der Radius aber kleiner als der Durchmesser sein soll.

## Sonstiges
Neben einer Dulce de membrillo genannten Quittenpaste ist er der zweite Bestandteil des beliebten galicischen Desserts „Queixo/Queso con Membrillo“.
Für Santiago de Compostela gibt eine volkstümliche Überlieferung folgenden Grund für die Entstehung des Tetilla an:

Gegenüber dem Propheten Daniel befindet sich im Glorienportal der Kathedrale von Santiago die Königin Saba. Angeblich gilt sein Lächeln ihrem Dekolleté. Einem Erzbischof soll dieses Dekolleté einst als zu üppig ausgestattet aufgefallen sein, so dass er Steinmetze beauftragte, den Busen abzuflachen. Die empörte Reaktion der Compostelaner Bürger soll die Herstellung des Käses in Busenform gewesen sein.